# Reprezentacja Rosji w koszykówce kobiet
Reprezentacja Rosji w koszykówce kobiet – narodowa reprezentacja Rosji, reprezentująca kraj na arenie międzynarodowej. Za jej funkcjonowanie odpowiedzialny jest Rosyjski Związek Koszykówki (RBF). Reprezentacja trzykrotnie wywalczyła srebrne medale na mistrzostwach świata (1998, 2002, 2006). Na mistrzostwach Europy drużyna zdobywała złote medale w latach 2003, 2007 i 2011, srebrne w 2001, 2005 i 2009 oraz brązowe w 1995 i 1999. Na igrzyskach olimpijskich dwukrotnie zdobywała brązowe medale, w latach 2004 i 2008.

## Udział w imprezach międzynarodowych
Na podstawie. Stan na 8 maja 2018.
- Igrzyska olimpijskie
  - 1996 – 5. miejsce
  - 2000 – 6. miejsce
  - 2004 – 3. miejsce
  - 2008 – 3. miejsce
  - 2012 – 4. miejsce

- Mistrzostwa świata
  - 1998 – 2. miejsce
  - 2002 – 2. miejsce
  - 2006 – 2. miejsce
  - 2010 – 7. miejsce

- Mistrzostwa Europy
  - 1993 – 7. miejsce
  - 1995 – 3. miejsce
  - 1997 – 6. miejsce
  - 1999 – 3. miejsce
  - 2001 – 2. miejsce
  - 2003 – 1. miejsce
  - 2005 – 2. miejsce
  - 2007 – 1. miejsce
  - 2009 – 2. miejsce
  - 2011 – 1. miejsce
  - 2013 – 13. miejsce
  - 2015 – 6. miejsce
  - 2017 – 9. miejsce